# 日本とエクアドルの関係
日本とエクアドルの関係スペイン語: Relaciones Ecuador-Japón、英語: Japan–Ecuador relations） では、日本とエクアドルの関係について概説する。

## 両国の比較
|                   | エクアドル                   | 日本                           | 両国の差                   |
| ----------------- | ---------------------------- | ------------------------------ | -------------------------- |
| 人口              | 1737万3662人（2019年）       | 1億2626万人（2019年）          | 日本はエクアドルの約7.3倍  |
| 国土面積          | 25万6000 km²                 | 37万7972 km²                   | 日本はエクアドルの約1.5倍  |
| 人口密度          | 69 人/km²（2018年）          | 347 人/km²（2018年）           | 日本はエクアドルの約5倍    |
| 首都              | キト                         | 東京都                         |                            |
| 最大都市          | グアヤキル                   | 東京都区部                     |                            |
| 政体              | 大統領制 共和制              | （民主制）議院内閣制           |                            |
| 公用語            | スペイン語                   | 日本語（事実上）               |                            |
| 通貨              | アメリカ合衆国ドル           | 日本円                         |                            |
| 国教              | なし                         | なし                           |                            |
| 人間開発指数      | 0.752                        | 0.919                          |                            |
| 民主主義指数      | 6.33                         | 7.99                           |                            |
| GDP（名目）       | 1074億3566万米ドル（2019年） | 5兆819億6954万米ドル（2019年） | 日本はエクアドルの約47.3倍 |
| 一人当たり名目GDP | 6183.8米ドル（2019年）       | 40246.9米ドル（2019年）        | 日本はエクアドルの約6.5倍  |
| GDP（購買力平価） | 2063億7684万米ドル（2019年） | 5兆5043億3091米ドル（2019年）  | 日本はエクアドルの約26.7倍 |
| 一人当たり実質GDP | 11878.7米ドル（2019年）      | 43593.5米ドル（2019年）        | 日本はエクアドルの約3.7倍  |
| 経済成長率        | 0.1%（2019年）               | 0.7%（2019年）                 |                            |
| 軍事費            | 24億6780万米ドル（2019年）   | 476億902万米ドル（2019年）     | 日本はエクアドルの約19.3倍 |
| 地図              |                              |                                |                            |

## 歴史

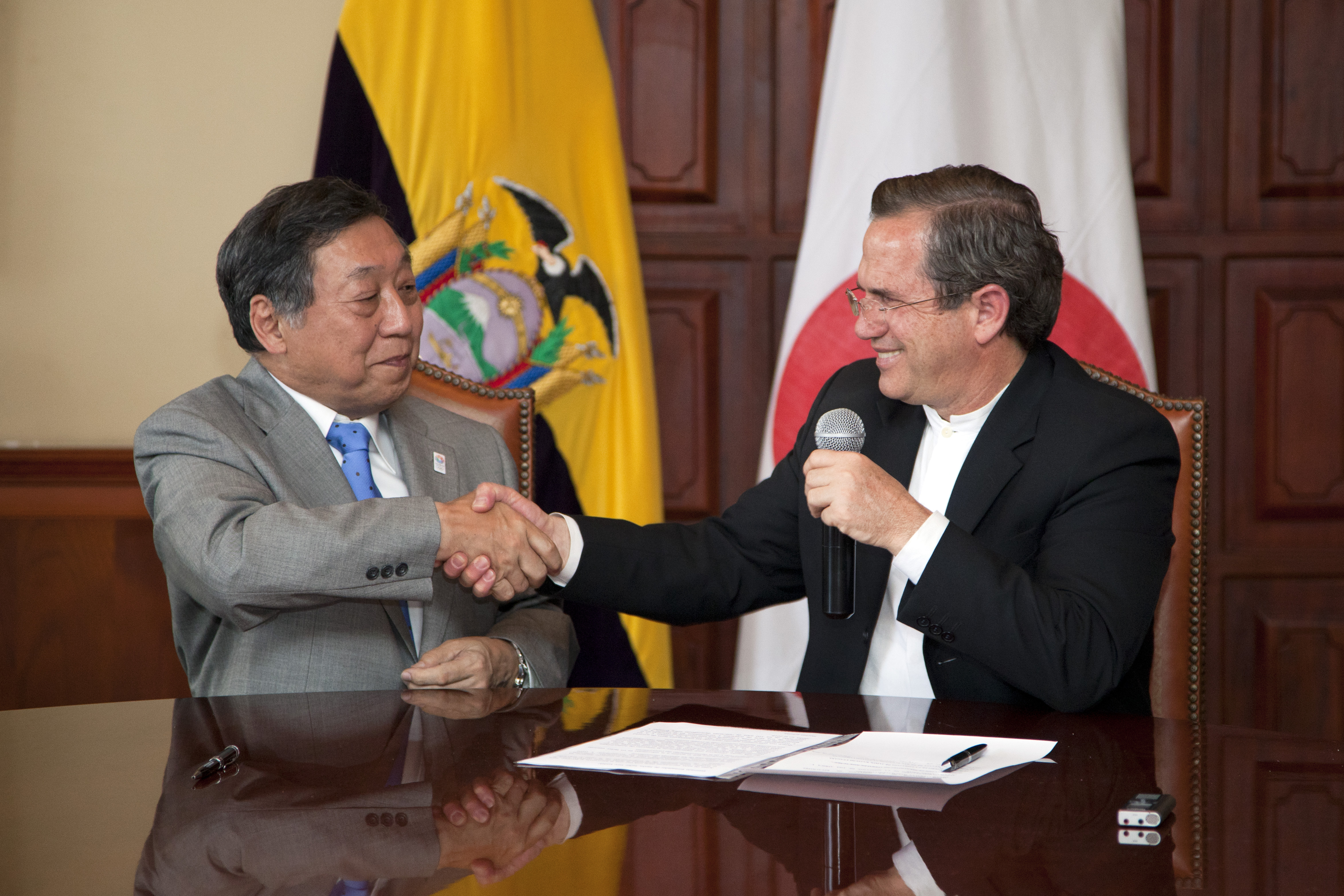
2013年4月10日、日本からエクアドルへの視聴覚機材譲渡への署名式。在エクアドル日本大使として在任中の小滝徹（左）とエクアドル外務大臣リカルド・パティーニョ（右）。

日・エクアドル関係は移民を通じて始まる。20世紀初頭に日本政府は中南米諸国への移民を促進し、当時すでに独立していたエクアドルもその対象であったが、ブラジルなど他の国とは違いエクアドルに渡った移民は少数であった。
政府間での正式な国交が樹立されたのは、ワシントンD.C.において通商条約が結ばれた1918年8月である。同年、エクアドルは横浜市に在横浜エクアドル領事館を開設し、一方日本側は1934年に外交公使館をエクアドルに開設。なお、エクアドルは同国で著名な詩人・作家のホルヘ・カレラ・アンドラーデを日本領事に任命していた。第二次世界大戦では外交関係が一時途絶するも、戦後1954年に国交再開。
1961年、両国は同時に外交使節団を大使館に昇格させ、東京には駐日エクアドル大使館が、キトには在エクアドル日本国大使館が設置された。以降は、ともに環太平洋の国家として友好関係を築いている。

## 外交

### 日本要人のエクアドル訪問
日本はエクアドルとの友好関係を維持しており、新大統領就任式の際にはほとんどの場合で特派大使を派遣している。
1979年のハイメ・ロルドス・アギレラの大統領就任式には特派大使として安孫子藤吉がエクアドルに派遣された。その後、1984年のレオン・フェブレス・コルデロの大統領就任式には武藤嘉文が、1988年のロドリゴ・ボルハ・セバジョスの大統領就任式には愛野興一郎が、1992年のシクスト・デュラン・バレンの大統領就任式には中山正暉が、1996年のアブダラ・ブカラムの大統領就任式には野坂浩賢が、1998年のジャミル・マウアドの大統領就任式には成重守重が特派大使として派遣された。
近年では、2003年のルシオ・グティエレスの大統領就任式には衆議院議員の村上誠一郎が、2007年と2013年のラファエル・コレアの大統領就任式にはそれぞれ外務副大臣の浅野勝人と外務大臣政務官の若林健太が、2017年のレニン・モレノの大統領就任式には西村康稔が特派大使として出席し、友好関係を強化した。
そのほか、2016年には外務大臣政務官の武井俊輔が二国間関係強化のためエクアドルを訪問。2018年1月には日・エクアドル外交樹立100周年式典出席のため外務副大臣の佐藤正久がエクアドルを訪問した。2018年8月には外務大臣の河野太郎がエクアドルを訪問し、エクアドル外相のホセ・サムエル・バレンシア・アモーレスと外相会談を実施して日本企業の進出や北朝鮮情勢、安保理改革についてが話し合われた。また、「日・エクアドル外交樹立100周年記念レセプション」にも出席した。

### エクアドル要人の訪日
2002年3月、エクアドル大統領であるグスタボ・ノボアが訪日を実施し、当時総理大臣であった小泉純一郎と首脳会談を実施して、エクアドルのアメリカドル導入を始めとする経済改革について意見が交わされた。
2010年にはラファエル・コレア大統領が訪日を実施し、菅直人と首脳会談を実施し、同年10月に愛知県名古屋市で開催するCOP10（生物多様性条約第10回締約国会議）やエクアドルが領有するガラパゴス諸島に関係して、生物多様性などについての意見交換がなされた。
日・エクアドル外交関係樹立100周年にあたる2018年にはレニン・モレノ大統領が訪日を実施。安倍晋三との首脳会談を通して、次の一世紀に向けて経済・文化・人的なさらなる交流を促す共同声明が発出された。

## 経済交流
日本はエクアドルに対し、2016年までに無償資金協力や円借款、技術協力合わせて1000億円以上の経済援助を実施。エクアドルは環太平洋に位置する地震・津波の多発国であることから防災面や医療・保健・衛生面、エネルギー面での援助が多い。近年の援助プロジェクトとしては、技術協力「地震と津波に強い街づくりプロジェクト」やや無償資金協力「チンボラソ県医療施設・機材整備計画（10.19億円）」などが挙げられる。また、エクアドルは有名な世界自然遺産であるガラパゴス諸島を有していることなどを背景として、日本はエクアドルの生物多様性保護や自然保護への支援も実施。2004年には技術協力「ガラパゴス諸島海洋環境保全計画プロジェクト」が実施された。
エクアドルの2018年対日貿易は、輸出1082億円に対し輸入474億円と、対日黒字を達成している。その理由には、エクアドルが産油国であり日本に対し原油を供給している事が挙げられる、また、特産品であるバナナやウッドチップ、魚介類なども日本に輸出。一方で日本からの輸入品は輸送機器や鉄鋼などの工業製品である。
2019年、日本とエクアドルの間で租税条約「日・エクアドル租税条約」が結ばれ、二重課税の除去ならびに脱税および租税回避の防止が取り決められた。このように両国のビジネスにおける障壁は下がりつつあり、日本企業の進出が続いている。三菱商事はキトに支店を設けており、2019年エクアドル産原油供給契約に入札した。

## 文化交流
日本はエクアドルに対し教育・芸術などの面で文化支援を実施。エクアドル国立劇場などを運営するベンハミン・カリオン・エクアドル文化会館（CCE）に対し音響・照明機材などを譲渡したり、エクアドルの国際ラテンアメリカ情報高等研究センター（CIESPAL）に対し地上デジタル放送機材の整備などを実施している。

## 外交使節

### 駐日エクアドル大使・公使

#### 駐日エクアドル公使
- グスタボ・ラレーア・コルドバ（1958～1959年）[47]

#### 駐日エクアドル大使
- （臨時代理大使）ホセ・アヤラ・ラッソ（スペイン語版、英語版）（1963～1965年）
- リシマコ・グスマン・アギーレ
- （臨時代理大使）ボリバル・オケンド・イダルゴ
- マルセロ・アビラ・オレフエラ[48][49]（1989～1996年[50]、信任状捧呈は3月16日[51]）
- フアン・サラサール・サンチシ（ドイツ語版）（1997～2000年[52]、信任状捧呈は6月26日[53]）
- （臨時代理大使）ヘルマン・ビセンテ・エスピノサ・クエンカ（2000～2001年）
- マルセロ・アビラ・オレフエラ（再任、2001～2003年、信任状捧呈は4月2日[54]）
- （臨時代理大使）ヘルマン・ビセンテ・エスピノサ・クエンカ（2003年）
- アドルフォ・エルナン・アルバレス・ビジャゴメス（2003～2007年、信任状捧呈は4月28日[55]）
- （臨時代理大使）フアン・フランシスコ・ラレーア・ミーニョ（2007～2008年）
- フェルナンド・ハビエル・ポンセ・レイバ（2008～2011年、信任状捧呈は2月14日[56]）
- （臨時代理大使）ボリバル・ビセンテ・トーレス・セバジョス（2011～2012年）
- レオナルド・カリオン・エギグレン（2012～2017年、信任状捧呈は1月19日[57]）
- （臨時代理大使）ダビド・ビジャゴメス（2017年）
- ハイメ・バルベリス（2017～2022年、信任状捧呈は4月14日[58]）
- （臨時代理大使）ゴンサロ・ヒルベルト・ゴンサレス・フィエロ（2022年）
- セサル・アウグスト・モンターニョ・ウエルタ（2022年～、信任状捧呈は6月7日[59]）